# 米田穣

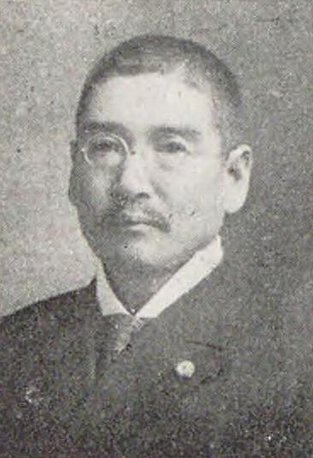
米田穣

米田 穣（よねだ みのる、文久4年1月12日（1864年2月19日） - 大正10年（1921年）12月3日）は、日本の衆議院議員（立憲政友会）、ジャーナリスト。

## 経歴
加賀国石川郡松任町（現在の石川県白山市）出身。加能新聞社社長や大阪新報主幹を務めた。また松任町会議員を歴任した。
1908年（明治41年）、第10回衆議院議員総選挙に出馬し、当選。合計で4回の当選を重ねた。
1912年（大正元年）10月、松任町長に推されたがこれを辞退した。